# Jesper Lange
Denne artikel omhandler personen Jesper Lange'. Der er også andre personer med dette efternavn, se Lange (flertydig).
Jesper Lange (født 11. januar 1986) er en dansk tidligere fodboldspiller. 
Jesper Lange har fået sit nationale gennembrud under sit ophold i Esbjerg fB og senere spillet i AGF. Han meddelte i jan 2020 at han indstillede karrieren.

## Karriere

### Esbjerg fB
Jesper blev hentet til Esbjerg fB i sommeren 2006 fra OB.

### AGF
Den 1. juli 2013 skiftede Jesper Lange til AGF Fodbold på en treårig aftale.

### Helsingborgs IF
Under sin tid i svenske Helsingborgs IF rev Lange korsbåndet i det venstre knæ over i en kamp mod Syrianska FC. Det blev efterfølgende estimeret, at han ville være ude i otte måneder.

### Ringkøbing IF
I starten af august 2018 blev det offentliggjort, at Lange havde skrevet under på en toårig aftale med Ringkøbing IF, hvor han skulle agere som spillende assistenttræner.
Han forlod atter klubben ved udgangen af vinteren 2019 grundet manglende overensstemmelse mellem familieliv, deltidsarbejde og spillende assistent i Ringkøbing IF.

### Middelfart
Fra februar 2019 spiller han for Middelfart Boldklub.